# Mars Orbiter Camera
Kamera marsjańskiego orbitera ang. Mars Orbiter Camera (MOC) zamontowana na orbiterze Mars Global Surveyor w rzeczywistości składała się z trzech kamer.
1. Kamery z wąskokątnym obiektywem, która dostarczała zdjęcia o wysokiej rozdzielczości (zazwyczaj od 1,5 do 12 m na piksel) w tonacji czarno-białej
2. Kamery z szerokokątnym obiektywem, obsługującej czerwone spektrum światła widzialnego
3. Kamery z obiektywem szerokokątnym  obsługującej niebieskie spektrum światła widzialnego

Kamery z obiektywami szerokokątnymi mogły pracować w dwóch rodzajach pracy:
- pełne, globalne, pokrycie powierzchni Marsa każdego dnia z niską rozdzielczością (7,5 km na piksel).
- kontekstowe, dotyczące wybranych obszarów, z rozdzielczością 240 m na piksel.

W celu uzyskania obrazu barwnego, kolory czerwony i niebieski były uśredniane w celu uzyskania koloru zielonego.
MOC operował na orbicie Marsa w okresie od września 1997 do listopada 2006 r.
Pierwowzorem kamery Mars Orbiter Camera (MOC) była kamera Mars Observer Camera (MOC), którą to przedsiębiorstwo Malin Space Science Systems zaprojektowało, zbudowało i obsługiwało na pokładzie statku kosmicznego Mars Observer do dnia 21 sierpnia 1993 roku, kiedy to utracono łączność z tym statkiem, zaledwie trzy dni przed planowanym wejściem na orbitę Marsa.
Po niepowodzeniu misji Mars Observer, został zbudowany nowy MOC dla sondy Mars Global Surveyor. Drugi MOC dotarł do Marsa we wrześniu 1997 roku, i przesyłał obrazy z Marsa, aż do listopada 2006 roku, kiedy to utracono łączność ze statkiem.